# Ornithomimidae

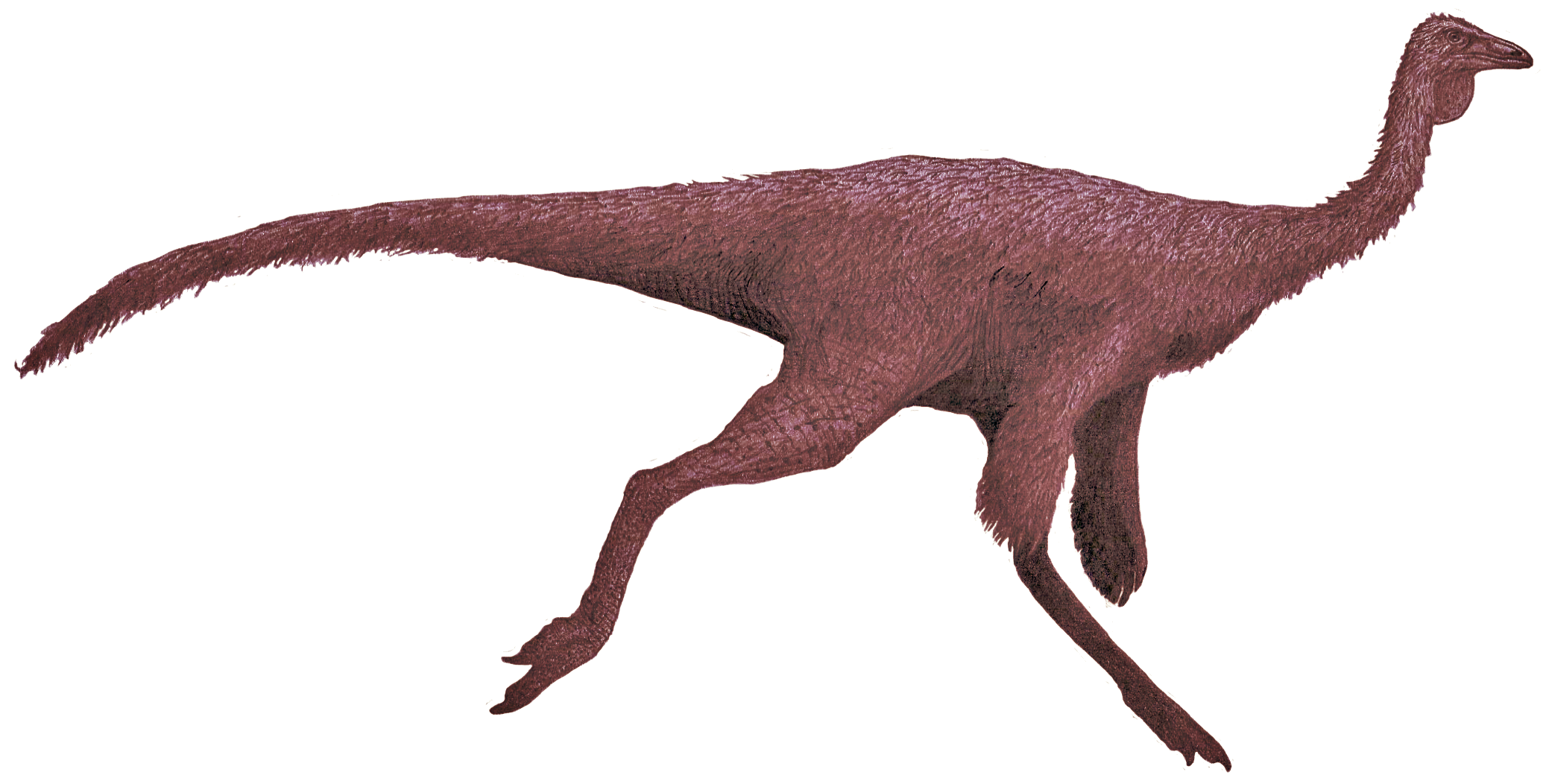
Ornithomimus

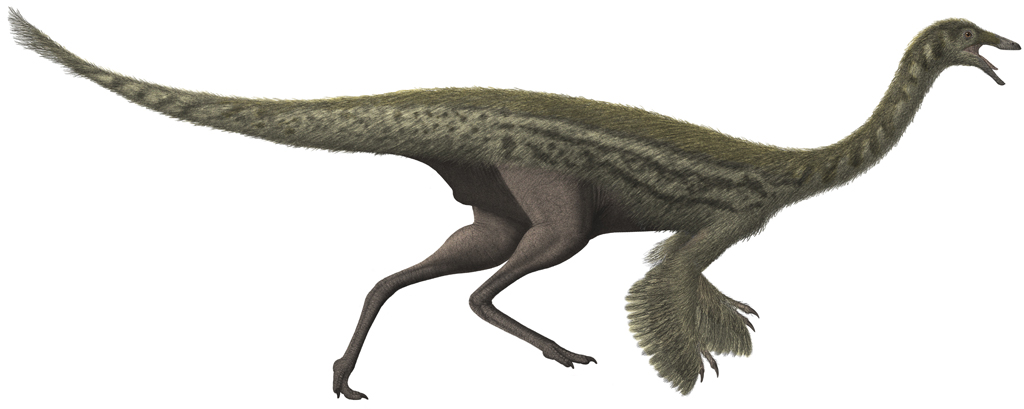
Gallimimus

Die Ornithomimidae sind eine systematische Gruppe der Dinosaurier innerhalb der Ornithomimosauria. Es waren Tiere mit schlankem Körperbau, die vermutlich schnell laufen konnten. Charakteristisch war der zahnlose Schnabel, was sie damit fraßen, ist umstritten. Die Ornithomimidae sind vor allem aus der Oberkreide aus Ostasien und dem westlichen Nordamerika belegt.

## Merkmale
Ornithomimidae waren mittelgroße Vertreter der Theropoda, sie erreichten eine Länge von 3 bis 6 Metern.
Der Schädel der Ornithomimidae war langgestreckt und zahnlos. An der Spitze der Schnauze befand sich vermutlich ein Hornschnabel. Der Kopf war relativ klein und leicht gebaut, der Hirnschädel und die Schnauzenregion waren pneumatisiert, das heißt mit luftgefüllten Hohlräumen versehen. Die Augen waren sehr groß und seitlich am Kopf angebracht, auch das Gehirn dürfte gut entwickelt gewesen sein.
Die Vordergliedmaßen waren verglichen mit anderen Theropoda relativ groß, aber zierlich gebaut. Die großen Hände bestanden aus drei Fingern, charakteristisch für diese Gruppe ist, dass die drei Mittelhandknochen (Metacarpus) annähernd gleich lang waren. Die Finger trugen stumpfe Krallen. Die Hinterbeine waren länger als die Vorderbeine und trugen das ganze Gewicht – wie alle Theropoda bewegten sich die Ornithomimidae ausschließlich biped (mit den Hinterbeinen) fort. Die Unterschenkel waren länger als die Oberschenkel, was ein Indiz für schnelles Laufen darstellt. Die erste Zehe fehlte, die drei vorhandenen Zehen waren symmetrisch nach vorn gerichtet. Der Mittelfuß war schmal und verlängert. Zudem zeigte er den sogenannten arctometatarsalen Zustand: der dritte (mittlere) der drei Mittelfußknochen war nur im unteren Teil des Mittelfußes ähnlich breit wie die beiden anderen, verjüngte sich nach oben stark und war nur in geringem Umfang an der Kontaktfläche zur Fußwurzel beteiligt.
Etwa 72 Millionen Jahre alte Fossilien eines Jungtieres und zweier adulter Exemplare aus Alberta zeigen, dass Ornithomimus eine daunenartige Befiederung hatte und die Älteren zusätzlich an den Vorderarmen längere Federn besaßen, die ihren Vordergliedmaßen ein dem Vogelflügel ähnliches Aussehen gaben. Die späte Entwicklung der langen Vorderarmbefiederung lässt vermuten, dass sie möglicherweise dem Imponierverhalten diente oder den Eiern brütender Tiere zusätzlichen Schutz bot.

## Paläobiologie
Ornithomimidae waren schnelle Läufer, die eventuell die Geschwindigkeiten der heutigen Laufvögel erreichen konnten. Es gibt einige Funde von mehreren Tieren am gleichen Ort, die darauf hindeuten, dass sie zumindest zeitweise in Gruppen zusammenlebten.
Was die Tiere fraßen, ist umstritten. Trotz der Zugehörigkeit zu den Theropoda waren sie vermutlich keine Räuber, dagegen sprechen die schwachen Hände und die seitlich angebrachten Augen. Funde von Gastrolithen könnten ein Indiz für pflanzliche Nahrung sein, im Schnabel von Gallimimus entdeckte Lamellen werden als Filtrierapparat gedeutet, mit denen sie Kleinlebewesen aus dem Wasser seihten. Auch Insekten als Beute oder eine allesfressende Nahrung sind vorgeschlagen worden.

## Systematik
Die Ornithomimidae bilden zusammen mit einigen urtümlichen Vertretern (Pelecanimimus, Shenzhousaurus und Harpymimus) und den schwerfälligeren Deinocheiridae die Ornithomimosauria. Die urtümlichen Vertreter unterscheiden sich in einigen Aspekten von den Ornithomimidae: so haben sie teilweise noch Zähne, die erste Zehe ist noch vorhanden und die arctometatarsale Stellung der Mittelfußknochen nicht ausgeprägt.
Folgende Gattungen werden zu den Ornithomimidae gerechnet:
- Aepyornithomimus[3]
- Anserimimus
- Archaeornithomimus
- Gallimimus
- Mexidracon[4]
- Ornithomimus (einschließlich Dromiceiomimus)
- Qiupalong[5]
- Rativates[6]
- Sinornithomimus
- Struthiomimus

Fossilien dieser Tiere wurden in Ostasien und dem westlichen Nordamerika gefunden. Alle stammen Vertreter aus der Oberkreide (Turonium bis Maastrichtium), sind also 94 bis 66 Millionen Jahre alt.